# 角鱼碘泡虫
角鱼碘泡虫（学名：Myxobolus epalzeorhynchusi）为碘泡科碘泡虫属的动物。在中国，分布于云南等，营寄生生活，寄生在角鱼的鳃。